# Солова (Брянська область)
Солова — село в Стародубському районі Брянської області Росії. Входить до складу Воронокського сільського поселення. У 2021 році в Солові числиться 7 вулиць.

## Населення
| Чисельність населення | Чисельність населення |
| 2010                  | 2013                  |
| --------------------- | --------------------- |
| 419                   | ↘362                  |

Село Солова розташоване за 21 км від Стародуба, село розташоване на річці Солова (ліва притока річки Снов), висота центру селища над рівнем моря — 179 м. Назва села утворена від гідроніма (назви річки) Солова.

## Пам'ятки
Церква Михайла Архангела, 1785 рік (закрита в 1932, пізніше використовувалася як зерносклад, нині відновлюється)